# 小花离子芥
小花离子芥（学名：Chorispora macropoda）为十字花科离子芥属下的一个种。